# غوتام أداني
غوتام شانتيلال أداني (بالإنجليزية: Gautam Shantilal Adani)‏ (24 يونيو 1962-) هو ملياردير هندي. وهو رئيس ومؤسس مجموعة أداني، وهي مجموعة متعددة الجنسيات مقرها أحمد آباد تشارك في تطوير وتشغيل الموانئ في الهند. أداني هو أيضًا رئيس أداني فاونديشن، التي تقودها بشكل أساسي زوجته، بريتي أداني. اعتبارًا من نوفمبر 2022، وبصافي ثروة قدرها 138.1 مليار دولار أمريكي، أصبح أغنى شخص في الهند وآسيا. وفقًا لمؤشر بلومبيرغ للمليارديرات، فهو ثالث أغنى شخص في العالم، بينما مؤشر فوربس للملياردير في الوقت الحقيقي يضعه أيضًا في المرتبة الثالثة من حيث الثراء، بعد برنار أرنو.